# Vanasthali
Vanasthali é uma vila no distrito de Tonk, no estado indiano de Rajasthan.

## Demografia
Segundo o censo de 2001, Vanasthali tinha uma população de 6676 habitantes. Os indivíduos do sexo masculino constituem 31% da população e os do sexo feminino 69%. Vanasthali tem uma taxa de literacia de 82%, superior à média nacional de 59.5%: a literacia no sexo masculino é de 77% e no sexo feminino é de 84%. Em Vanasthali, 9% da população está abaixo dos 6 anos de idade.